# Alex Kristan
Alexander „Alex“ Kristan (* 24. April 1972 in Mödling) ist ein österreichischer Komiker, Kabarettist und Stimmenimitator.

## Leben
Kristan besuchte zunächst das Kollegium Kalksburg, später folgte eine Ausbildung an der Werbeakademie Wien. Danach war er als Brand-Manager für einen Autohersteller tätig und berichtete zwei Jahre lang als Reporter für österreichische Privatradiosender über die Formel 1, wo er unter anderem Heinz Prüller, Niki Lauda und Gerhard Berger kennenlernte. Zusätzlich absolvierte er eine einjährige Sprecherausbildung.
Seit 2003 ist er als Parodist und Comedian tätig. 2004 ging er als Sieger der Castingshow Österreich sucht den ComedyStar auf ATV hervor. In der ORF-Sendung Was gibt es Neues? ist er seit 2008 Teil des Rateteams. Gemeinsam mit Roman Szeliga gestaltete er 2010 das Kabarettprogramm Ärztlich Willkommen! das unter der Regie von Nadja Maleh am stadtTheater walfischgasse Premiere hatte. 2012 feierte er mit seinem ersten Solo-Kabarettprogramm Jetlag für Anfänger im Orpheum Wien Premiere, mit dem er auch beim Wiener Kabarettfestival und im Rahmen des ORF-Sommerkabaretts zu sehen war. Bei Verstehen Sie Spaß? parodierte er 2014 die Stimmen von Franz Beckenbauer, Niki Lauda, Andreas Herzog und Toni Polster. Im Jänner 2015 folgte sein zweites Soloprogramm, Heimvorteil, mit dem er ebenfalls beim Wiener Kabarettfestival und im ORF zu sehen war.
2017 war er in zwei Ausgaben des ORF-Frühstücksfernsehens Guten Morgen Österreich zu Gast, im Jänner in Haus (Steiermark) und im April in Ampflwang im Hausruckwald (Oberösterreich). Im März 2017 nahm er als Promi-Kandidat an der Sendung Quizmaster auf ServusTV teil, im Oktober 2017 an einem Promi-Special der Millionenshow und im November 2017 an Spiel für dein Land – Das größte Quiz Europas. Das dritte Soloprogramm Lebhaft – Rotzpipn forever! feierte im Oktober 2017 im Orpheum Wien Premiere und wurde im Juni 2019 im Rahmen des ORF-Sommerkabaretts gezeigt.
Im Mai 2018 trat er gemeinsam mit Lukas Resetarits, Klaus Eckel, Omar Sarsam und Martina Schwarzmann in der Wiener Stadthalle im Rahmen des „Kabarettgipfels“ auf. Im Dezember 2019 war er neben Resetarits, Sarsam, Andreas Vitásek und BlöZinger erneut im Rahmens des Kabarettgipfels im ORF zu sehen. Mit seinem Programm 50 Shades of Schmäh feierte er im Oktober 2022 im Orpheum Wien Premiere. Im Dezember 2022 analysierte er in der Satire-Sendung Gute Nacht Österreich von Peter Klien als Goleador die Fußball-Weltmeisterschaft 2022. Im August 2024 spielte er im Rahmen der Reihe Intermezzo sein Programm 50 Shades of Schmäh an der Wiener Staatsoper.
Zu den von Kristan parodierten Stimmen zählen neben jenen von Heinz Prüller, Niki Lauda, Franz Beckenbauer, Andreas Herzog und Toni Polster etwa auch jene von Herbert Prohaska, Frenkie Schinkels, Joachim Löw und Arnold Schwarzenegger. Mit seinen Parodien war er unter anderem auch im Ö3-Wecker zu hören.

## Programme
- 2010: Ärztlich Willkommen!, gemeinsam mit Roman Szeliga
- 2012: Jetlag für Anfänger
- 2015: Heimvorteil
- 2017: Lebhaft – Rotzpipn forever!
- 2022: 50 Shades of Schmäh

## Filmografie (Auswahl)
- 2022: Stadtkomödie – Der weiße Kobold (Fernsehreihe)

## Auszeichnungen (Auswahl)
- 2023: Ybbser Spaßvogel[27]
- 2023: Österreichischer Kabarettpreis (Hauptpreis) für 50 Shades of Schmäh[28]
- 2024: Ehrenzeichen für Kultur, Bildung und Kultus in Gold der Marktgemeinde Maria Enzersdorf[29]
- 2025: Salzburger Stier[30]